# 冷い夏、熱い夏
『冷い夏、熱い夏』（つめたいなつ、あついなつ）は、1984年に出版された吉村昭の長編小説である。吉村はこの作品で毎日芸術賞を受賞した。1990年に新潮文庫に収められた。

## 概要
九州を講演旅行で訪れていた主人公は、滞在中の熊本市のホテルで電話によって妻から弟の広志が末期の肺癌であると告げられる。主人公は人脈を辿って弟を東京大学医学部元教授の醍醐に預け、大宮市の個人病院に入院させるが、主人公は醍醐と相談の上で、弟には真実を告げないという方針を固める。欧米人と日本人との間にある宗教観や死生観の違いから、患者に真実を告げることに主人公は抵抗感を持っていたからだった。その後、主人公は弟の病気が初めて発見された時や、13年前に三兄の病気が発見された経緯を思い出す。主人公は通夜と告別式の準備を進めながら、弟の闘病を最後まで傍らで見守る。

## 主な登場人物
私
主人公。沖縄県や静岡県など、日本中を取材旅行する作家。モデルは吉村本人。
広志
主人公の弟。埼玉県浦和市に暮らしているが、末期癌が見つかる。モデルは吉村の実弟である隆。
馨
弟の妻
醍醐
東京大学医学部元教授。若き日の主人公の執刀医。モデルは吉村の胸郭成形手術を執刀した田中大平。
森崎
病理学教室の講師で開業医。主人公の自宅近くに住む。モデルは吉村の家庭医をしていた森田功。